# Laguna Woods
Laguna Woods ist eine Stadt im Orange County im US-Bundesstaat Kalifornien, Vereinigte Staaten, mit 17.644 Einwohnern (Stand: 2020). Das Stadtgebiet erstreckt sich auf 8,3 km². Laguna Woods erhielt im März 1999 Stadtrechte und ist damit die jüngste Stadt im Orange County. Mit einem Durchschnittsalter von 78 Jahren ist sie Spitzenreiter des Countys.
Am 15. Mai 2022 gab es einen Amoklauf in der Geneva Presbyterian Church in Laguna Woods. Der Schütze tötete einen Menschen und verletzte fünf weitere. Tatverdächtiger war der 68-jährige David Ch. aus Las Vegas.